# S/2007 S 3
S/2007 S 3 este un satelit natural al lui Saturn. Descoperirea sa a fost anunțată de Scott S. Sheppard⁠(d), David C. Jewitt⁠(d), Jan Kleyna⁠(d) și Brian G. Marsden pe 1 mai 2007, din observațiile efectuate între 18 ianuarie și 19 aprilie 2007.
S/2007 S 3 are un diametru de aproximativ 5 kilometri și îl orbitează pe Saturn la o distanță medie de  19.429.000 km în 1.011 zile, la o înclinație de 176,6° față de ecliptică, în sens retrograd și cu o excentricitate de 0,143.
Acest satelit a fost considerat pierdut până la anunțarea redescoperirii sale pe 12 octombrie 2022.   